# Elipsoid

Elipsoid cu (a, b, c) = (4, 2, 1)

Elipsoidul este o suprafață cuadrică, echivalentul tridimensional al elipsei, prin aceea că este definită ca locul geometric în spațiu al punctelor pentru care suma distanțelor până la două puncte fixe denumite focare este constantă, proprietate pe care elipsa o are în spațiu. Elipsa este o curbă închisă ce are această proprietate în plan, iar elipsoidul este o suprafață închisă în spațiu.
Ecuația sa în coordonate carteziene este:
{\displaystyle {x^{2} \over a^{2}}+{y^{2} \over b^{2}}+{z^{2} \over c^{2}}=1}